# 杨木栅子乡
杨木栅子乡，是中华人民共和国河北省承德市丰宁满族自治县下辖的一个乡镇级行政单位。位于县城西南隅，乡政府驻地杨木栅子距县城76公里，东北与汤河乡交界，西南与赤城县接壤，南与北京市怀柔县为邻，总面积205.1平方公里。

## 行政区划
杨木栅子乡下辖以下地区：
杨木栅子村、九宫号村、高栅子村、候栅子村、黑牛山村、后店村、东坡村、官场沟门村、富贵山村、歪脖沟村和东沟门村。